# 東京ガベージコレクション
『東京ガベージコレクション』（とうきょうガベージコレクション）は、2010年4月5日より2013年3月31日までTOKYO FMで放送されていたラジオ番組である。

## 概説
番組の前身は、TOKYO FMで毎週月曜21:30から放送していた『バッカみたい、聴いてランナイ！』（2009.10.5 - 2010.3.29）。この番組は東京ローカルであった。
2010年4月5日からは、番組タイトル改題の上で、TOKYO FM発JFN全国33局で放送されていた。
2010年10月1日からは、放送時間が金曜夜に移り、東京ローカルに戻る。
内容は、メインパーソナリティの平山夢明とレギュラーゲストの京極夏彦（と、いうよりもレギュラーパーソナリティ）がひたすら語りつくすトーク番組となっている。深夜番組らしく、かなり過激なトークが聴きどころであり、2人とも作家であることから話の展開が無限大に広いことも特徴である。
ちなみに、番組スタッフの「ペコイチ先生」こと宍戸レイもいて、番組ジングルや一部のコーナーを担当する。いわゆるアニメ声が特徴。アメリカとスウェーデンに合わせて6年間の在住経験があり、3か国語を話すことができる。怪談作家・ダンサー。

## 放送時間の変遷
バッカみたい、聴いてランナイ！
- 毎週月曜日 21:30 - 21:55（2009.10.05 - 2010.03.29）

東京ガベージコレクション
- 毎週月曜日 27:26 - 27:51（2010.04.05 - 2010.09.27）『扉-TO VILLA- Radio Rover』に内包。フロート番組扱い。
- 毎週金曜日 21:00 - 21:30（2010.10.01 - 2011.03.25）東京ローカルへ逆戻り。移行週のみ、27日と1日の2回放送される。
- 毎週日曜日 25:30 - 26:00（2011.04.03 - 2013.03.31）3度目の枠移動。日曜深夜へ移動でTOKYO FM基本編成では1週間の最終番組となる。また、『扉』以来の深夜枠。

## ゲスト
- 本谷有希子
- 宮部みゆき
- 福澤徹三
- 柳下毅一郎
- 町山智浩
- かでなれおん
- 大野更紗（2011年04月03日）
- 東えりか
- 成毛眞
- 土屋敦
- 内澤旬子
- 水樹奈々
- 門賀美央子
- 亀井亨 (2013年3月3日)
- 港岳彦 (2013年3月3日)
- 森下くるみ (2013年2月12日)
- 真藤順丈 (2013年1月6日)
- 高野秀行 (2011年6月5・12日、2012年11月25日)
- モハマド・オマル・アブディン (2012年11月25日)
- 末井昭 (2012年4月15・22日、9月9・16日)
- 松岡友 (2012年9月9日)
- 中瀬ゆかり (2012年9月2日)
- 山口ミルコ (2012年8月15日)
- ギンティ小林 (2012年7月24日)
- 市川力夫 (2012年7月24日)
- 田野辺尚人 (2012年7月9・18日)
- 北方謙三 (2012年6月17・24日)
- 谷口雅彦 (2012年4月15・22日)
- 千葉誠治 (2012年2月19日)
- 綾辻行人 (2012年2月5・12日)
- BBゴロー (2011年9月11日)
- 大沢在昌 (2011年6月19・26日)
- 倉田真由美 (2011年2月18日)
- 水崎綾女 (2011年1月7・14日)
- 横山剣 (2010年8月10・17日)
- 特命サラリーマン (2010年8月3日)
- 黒木あるじ（2010年7月12日）
- 田辺青蛙 (2010年6月1日)
- 黒史郎 (2010年2月22日)
- 神田川魚吉 (2009年10月19日)

## ミニコーナー
デルモンテ平山の〝この映画観てないけどここがスゴイ！〟
どんな映画でも、見なくてもその内容がわかる平山が、映画の題名を聞いて、その内容を語るコーナー。
映画タイトルは実際にあるものだが、平山はその映画を見ていないため想像上の映画の解説となる。
Dr.デルモンテ平山の観てないけどここがスゴイ！
世の中のどんな音でも知っている平山が、奇妙なSEを聴かされ、その説明をするコーナー。天才的なでっち上げ説明が人気。
平山夢明の〝ぼくのうた〟
世界のどんな曲でも知っているという平山が、京極から題名だけ教えられた唄を思い出し熱唱するコーナー。ほぼ毎回、原曲とは似ても似つかない内容となる。
闇の英会話
「教科書に載っている英会話じゃ物足りない」をキーワードに紹介するが、大抵は下ネタが絡んでいる。ペコイチ先生と京極が進行。平山が生徒役。
教えて！本の偉い人
HONZの副代表・東えりかが面白い本を紹介して、その内容（のシモの話題につなげられそうな部分のみ）に反応する平山を愛でる番組。
京極翁のいろは歌留多

京極夏彦の今日のひと言
京極夏彦がひと言アイキャッチのようにつぶやく。何かの作品のモノマネが多い。ただし、このコーナーについて番組内で語られる事は無い。
ペコイチの霊感ビンビン嘘っぱち占い
ペコイチ先生が行う過激な占いコーナーだが、内容がブッ飛びすぎて多くの聴取者はついていけない。恐らく、平山が書いた原稿を読まされたものと思われるが、この占いについて番組内で語られる事は無い。
ペットストリート

## ネット局（2010.4 - 2010.9）
- FM青森
- FM岩手
- AFM
- Rhythm Station
- ふくしまFM
- RADIO BERRY
- FMぐんま
- TOKYO FM
- FM長野
- FM-NIIGATA
- FM AICHI
- Radio 80
- radio CUBE FM三重
- FMとやま
- HELLO FIVE
- FM福井
- e-radio
- FM OSAKA
- Kiss-FM KOBE
- V-air
- FM岡山
- HFM
- FMY
- FM徳島
- FM香川
- Hi-Six
- FMS
- fm nagasaki
- FMK
- Air-Radio FM88
- JOY FM
- μFM
- FM沖縄

## エピソード
- 平山の方が2つ年上のためか、京極の事を「京ちゃん」と呼ぶことがある。一方で、京極は平山をあだ名では呼ばない。
- 番組の方向として、平山がトークで暴走しだすと京極がストッパーの役目を果たす。
- 2010年7月12日深夜の放送で、「東京ガベージコレクションの本」がでるようだが、タイトルが決まっておらずリスナー公募ということになった。
- 雑誌「SPA!」2010年5月18日号でのラジオ特集によると、4週分をまとめて収録しているらしい。それを25分に編集するのであるが、現場の雰囲気を壊さないように再現するため、通常の倍以上の時間を要しているという。番組終盤 (2012年11月 - 2013年4月) はTOKYO FMホームページでノーカット版の聴取が可能だった。